# Gârlița
Gârlița es una localidad rumana de la comuna de Ostrov, en el condado de Constanța.

## Toponimia
El nombre del lugar puede encontrarse escrito con grafías como Gîrlița y Gârlița.

## Historia
Hacia comienzos del siglo XX, la localidad, que ya por entonces pertenecía al condado de Constanța, formaba parte de la antigua comuna homónima de Gîrliţa y tenía contabilizada una población de 1016 habitantes, todos rumanos.
En la segunda mitad del siglo XX la localidad había pasado a formar parte de la comuna de Ostrov. En el censo de 2021 la localidad tenía una población de 259 habitantes.